# Festival de Montfort
Pour les articles homonymes, voir Montfort.
Le Festival de Montfort se tient généralement le premier week-end d'août sur les coteaux de Ponfiges, situés dans la campagne de Montfort (Alpes-de-Haute-Provence). 

## Histoire
Depuis 1995, l'Association AMA GARRIGUE organise deux à trois soirs de concerts en plein air lors du Festival de Montfort. Les années de festival, une petite centaine de bénévoles transforme dans la joie et la bonne humeur ce petit coin de Provence un peu perdu en un site de festival convivial et féérique, dont la réputation des décorations n'est plus à faire. Plus de 80 artistes sont venus faire vibrer la garrigue au plus grand plaisir des festivaliers depuis 1995, dont Mercy, Laids Crétins des Alpes, Watcha Clan, Superbus, Sinclair, Debout sur le Zinc, Raspigaou, Oai Star, Deluxe, La Ruda.....et bien d'autres.
En 2014, le 7e art s'est invité à la garrigue et deux films du réalisateur local Christian Philibert ont été projetés en plein air lors de la première soirée du festival. En 2016, le festival remet ça et une soirée cinéma de plein air sera suivie par deux soirées concert.

## Programmation

### Années 2000

#### 2006
- Vendredi 18 août : Cowboys From Outer Space, Laids Crétins des Alpes, Jeanine Je Plisse
- Samedi 19 août : Toko Blaze Sound System, Uskul, Canapacoustic, Forest Riddim

#### 2007
- Vendredi 17 août : Laids Crétins des Alpes, Les Supremes Dindes, The Aggravation, Blockman
- Samedi 18 août : Kwendy Lelya, Golden Bollocks, Fritz Kartofel, DJ'S Blockman

### Années 2010

#### 2011
- Jeudi 4 août : Gamac, Massilia Sound System

- Vendredi 5 août : Melchior Liboà, Sergent Garcia

#### 2012
- Mercredi 1er août : Under Kontrol, Deluxe, C2C
- Jeudi 2 août : Oh Tiger Mountain, La Ruda
- Vendredi 3 août : Ybayan Crew, Bumcello, Nasser, Ser, Eye'n Ear

#### 2014
- Jeudi 31 juillet : Cinéma de plein air, Les Quatre Saisons d'Espigoule, Afrik'aïoli
- Vendredi 1er août : The Nurses, Hightone
- Samedi 2 août : Volume, Gamac, HK & Les Saltimbanks